# Озеров, Игорь Вячеславович
И́горь Вячесла́вович О́зеров (17 марта 1933, Ленинград — 9 ноября 1987, там же) — советский актёр театра и кино.

## Биография
Игорь Озеров, ещё учась в ленинградской средней школе № 210, посещал драмкружок, который вела актриса БДТ Мария Призван-Соколова. После окончания средней школы поступил в Школу-студию МХАТ, где отучился год и вернулся в Ленинград. Окончил Ленинградский театральный институт имени А. Н. Островского.
Был актёром Большого драматического театра, после ухода Иннокентия Смоктуновского некоторое время играл князя Мышкина в легендарном товстоноговском «Идиоте». В результате конфликта с главным режиссёром театра Георгием Товстоноговым Игорь Озеров перешёл в Ленконцерт, где выступал как чтец. Читал французскую лирику, поэзию итальянского Возрождения, стихи Пушкина и Блока, советскую поэзию. Снимался в кино.
Был художественным руководителем в Парке имени Кирова. В 1960—1970-х годах преподавал в Ленинградском театральном институте на курсе актёров музыкального театра имени профессора М. Г. Дотлибова.
Игорю Озерову принадлежит оригинальный монтаж «Маленьких трагедий» А. С. Пушкина. В феврале 1987 года одержал победу на Всесоюзном Пушкинском конкурсе на лучшее исполнение произведений А. С. Пушкина, проходивший в Ленинградской филармонии. Увлекался живописью.
9 ноября 1987 года, торопясь на вечер поэзии Блока, упал на ступенях лестницы театра и, в результате, скончался. Похоронен в Вырице, где жил последние годы.

## Творчество

### Театральные работы (в БДТ)
- 1955 — «Коварство и любовь» Ф. Шиллера — Фердинанд
- 1960 — «Идиот», по роману Ф. М. Достоевского — князь Мышкин

### Фильмография
- 1958 — Евгений Онегин — Ленский (поёт Антон Григорьев)
- 1959 — Песня о Кольцове
- 1963 — Всё остаётся людям — Алексей Николаевич Вязьмин, учёный
- 1963 — Синяя тетрадь — Вячеслав Зоф
- 1963 — Хроника одного дня (лит. Vienos dienos kronika) — Борис
- 1964 — Гранатовый браслет — Желтков
- 1964 — Чайка (фильм-спектакль) — Треплев
- 1966 — На диком бреге — сотрудник КГБ
- 1966 — Такой большой мальчик — Саша, муж Веры
- 1967 — Зелёная карета — Юрий Глебов, поручик
- 1967 — Татьянин день — Пал Палыч Шатов
- 1968 — Месяц в деревне — Ракитин
- 1968 — Тёмные аллеи (телеспектакль) (миниатюра «В Париже») — Николай Платоныч[4]
- 1969 — Освобождение — Леонтьев, лейтенант
- 1970 — Прощай, оружие! (фильм-спектакль)
- 1970 — Ференц Лист — Грёзы любви (Венгрия, СССР) — Рихард Вагнер
- 1971 — Освобождение — Леонтьев, лейтенант
- 1971 — Холодно — горячо — Игорь
- 1971 — Шельменко-денщик — Иван Семенович Скворцов, капитан
- 1973 — Надежда — Константин Игнатьевич Крупский
- 1974 — Засекреченный город — Владлен Степанович, начальник пионерского лагеря
- 1975 — Руки человеческие (фильм-спектакль)
- 1976 — Преступление — Павел Сергеевич, учитель
- 1976 — Театральные истории (короткометражный) — репортёр
- 1978 — Молодая жена — Игорь Павлович, директор совхоза
- 1983 — Дублёр начинает действовать — Анатолий Сергеевич Соколов
- 1983 — Клятвенная запись (груз. წიგნი ფიცისა) — Бакунин[5][6]
- 1985 — Переступить черту — Юрий Артемьевич Беспалов
- 1997 — Чтобы помнили (глава 28)

#### Озвучивание
- год не указан — Асеев Николай Стихи (для радио) — читает стихи[7]
- 1962 — Знакомьтесь, Балуев (аудиокнига) — Витя Зайцев
- 1962 — «Женщина и дьявол» (Театр Клары Гасуль), радиоспектакль — Брат Антоньо, инквизитор[8].
- 1974 — Сонеты Шекспира (документальный)
- 1984 — Диалог (документальный)
- 1983 — Прикосновение (документальный)